# Бакенбарды (фильм)
«Бакенба́рды» — комедия режиссёра Юрия Мамина. Картина снята в 1990 году на «Ленфильме», киностудия «Голос».

## Сюжет
Фильм выполнен в стиле гротеска. В провинциальном городе Заборске появляется общество «пушкинистов», очередных «спасителей России». Используя для отличия бакенбарды и трости, которыми умело пользуются в стычках, декламируют Пушкина под строевой шаг, осуществляют «ночь длинных тростей» и участвуют в политических интригах, ведя свою игру.

## В ролях
- Виктор Сухоруков — Виктор
- Александр Медведев — Александр
- А. Ваха — Херц, лидер Капеллы
- О. Алабышева — Ленка
- А. Лыков — Николай Штырёв (Штырь), участник Капеллы
- О. Самарина — Валькирия
- А. Журавлёв — Толян
- В. Михайлов — дядя Паша
- Е. Немченко — тётя Оля
- В. Калиш — Кириллов
- Ю. Мамин — журналист
- В. Аземша — скульптор
- В. Филонов — майор
- А. Половцев — лейтенант

## Съёмочная группа
- Автор сценария — Вячеслав Лейкин
- Режиссёр-постановщик — Юрий Мамин
- Оператор-постановщик — Сергей Некрасов
- Художник-постановщик — Павел Пархоменко
- Композитор — Алексей Заливалов
- Текст песен — Вячеслав Лейкин

## Награды
- 1990 — приз FIPRESCI на 38-м международном кинофестивале в Сан-Себастьяне (Испания)[1]

## Культурология
Культуролог В. Михайлин увидел в фильме множество отсылок на известные произведения:
- Первые 10 минут фильма призваны шокировать кинозрителя перестроечной «чернухой» 1980-х
- Вымышленный «Дом Павлищева» в фильме — отсылка к советской героической обороне Дома Павлова во время Великой Отечественной войны
- В титрах звучит музыка на мотив песни «Бублички» с очевидной вставкой песни «Священная война»
- Чечёточник в фильме напоминает актёра Дж. Уайлдера в фильме «Молодой Франкенштейн»
- Тренировка с тростями, в перчатках и котелках во дворе «Дома Павлищева» — отсылка к фильму «Заводной апельсин»